# Horatosphaga inclusa
Horatosphaga inclusa är en insektsart som först beskrevs av Karsch 1893.  Horatosphaga inclusa ingår i släktet Horatosphaga och familjen vårtbitare. Inga underarter finns listade i Catalogue of Life.